# 제니퍼 틸리
제니퍼 틸리(Jennifer Tilly, 1958년 9월 16일 ~ )는 미국과 캐나다의 배우, 포커 선수이다. 1994년 우디 앨런 영화 《브로드웨이를 쏴라》에 출연해 1995년 제67회 아카데미상 여우조연상 후보에 올랐으며, 1996년 더 워차우스키스 영화 《바운드》에 출연해 1997년 제23회 새턴상 여우조연상과 제6회 MTV 무비 & TV 어워드 최고의 키스상 후보에 올랐다.
포커 선수로도 활동하며, 2005년 월드 시리즈 오브 포커 레이디스 노 리밋 홀덤에서 우승한 바 있다. 2022년 여자 포커 명예의 전당(The Women In Poker Hall Of Fame)에 헌액되었다.
메그 틸리의 언니이다.
1984년 샘 사이먼과 결혼했으나 1991년 이혼하였다. 2004년부터 포커 선수 필 라크와 교제 중이다.

## 출연 작품

### 영화
- 사랑의 행로 (1989)
- 도어즈 (1991) - 오키 걸 역
- 메이드 인 아메리카 (1993)
- 브로드웨이를 쏴라 (1994)
- 바운드 (1996)
- 라이어 라이어 (1997)
- 사탄의 인형 4: 처키의 신부 (1998)
  - 사탄의 인형 5: 씨드 오브 처키 (2004)
  - 커스 오브 처키 (2013)
  - 컬트 오브 처키 (2017)
- 스튜어트 리틀 (1999) - 목소리 출연
- 캣츠 (2001)
- 헌티드 맨션 (2003)
- 타이드랜드 (2005)
- 유니티 (2015) - 다큐멘터리
- 신데렐라 스토리: 이프 더 슈 피츠 (2016)

### 애니메이션 영화
- 몬스터 주식회사 (2001)
- 카우 삼총사 (2004)

### 텔레비전
- 패밀리 가이 (1999-현재) - 애니메이션